# 제51회 골든 글로브상
제51회 골든 글로브상은 1993년 상영된 영화 중 가장 뛰어난 영화를 수상하기 위해 1994년 1월에 열린 시상식이다. 미국,캘리포니아/비버리 힐튼 호텔에서 개최되었다.

## 수상 및 후보

### 세실 B. 데밀 상
- 로버트 레드포드 수상

### 작품상-드라마
- 쉰들러 리스트 - 스티븐 스필버그 수상
- 순수의 시대 - 마틴 스코세이지
- 아버지의 이름으로 - 짐 쉐리단
- 피아노 - 제인 캠피온
- 남아있는 나날 - 제임스 아이버리

### 여우주연상-드라마
- 피아노 - 홀리 헌터 수상
- 순수의 시대 - 미셸 파이퍼
- 위험한 여인 - 데브라 윙거
- 세가지 색 제1편 - 블루/자유 - 줄리엣 비노쉬
- 남아있는 나날 - 엠마 톰슨

### 남우주연상-드라마
- 필라델피아 - 톰 행크스 수상
- 도망자 - 해리슨 포드
- 남아있는 나날 - 안소니 홉킨스
- 쉰들러 리스트 - 리암 니슨
- 아버지의 이름으로 - 다니엘 데이 루이스

### 작품상-뮤지컬코미디
- 미세스 다웃파이어 - 크리스 콜럼버스 수상
- 데이브 - 이반 라이트만
- 헛소동 - 케네스 브래너
- 시애틀의 잠 못 이루는 밤 - 노라 에프론
- 댄싱 히어로 - 바즈 루어만

### 여우주연상-뮤지컬코미디
- 어제 오늘 그리고 내일 - 안젤라 바셋 수상
- 아담스 패밀리 2 - 안젤리카 휴스턴
- 5번가의 폴 포이티어 - 스톡카드 채닝
- 시애틀의 잠 못 이루는 밤 - 멕 라이언
- 맨하탄 살인사건 - 다이안 키튼

### 남우주연상-뮤지컬코미디
- 미세스 다웃파이어 - 로빈 윌리엄스 수상
- 베니와 준 - 조니 뎁
- 시애틀의 잠 못 이루는 밤 - 톰 행크스
- 데이브 - 케빈 클라인
- 스내퍼 - 콤 미니

### 여우조연상
- 순수의 시대 - 위노나 라이더 수상
- 칼리토 - 페네로프 앤 밀러
- 공포 탈출 - 로지 페레즈
- 아버지의 이름으로 - 엠마 톰슨
- 피아노 - 안나 파킨

### 남우조연상
- 도망자 - 토미 리 존스 수상
- 칼리토 - 숀 펜
- 사선에서 - 존 말코비치
- 쉰들러 리스트 - 랄프 파인즈
- 길버트 그레이프 - 레오나르도 디카프리오

### 외국어 영화상
- 패왕별희 - 천카이거 수상
- 세가지 색 제1편 - 블루/자유 - 크지슈토프 키에슬로프스키
- 순수의 비행 - 카를로 칼레이
- 결혼 피로연 - 이안

### 감독상
- 쉰들러 리스트 - 스티븐 스필버그 수상
- 도망자 - 앤드루 데이비스
- 순수의 시대 - 마틴 스코세이지
- 남아있는 나날 - 제임스 아이버리
- 피아노 - 제인 캠피온

### 각본상
- 쉰들러 리스트 - 스티븐 자일리언 수상
- 피아노 - 제인 캠피온
- 숏 컷 - 로버트 알트만
- 필라델피아 - 론 니스워너
- 남아있는 나날 - 루스 프로어 자브바라

### 음악상
- 하늘과 땅 - 키타로 수상
- 크리스마스 악몽 - 대니 엘프만
- 쉰들러 리스트 - 존 윌리엄스
- 세가지 색 제1편 - 블루/자유 - 지그뉴 프레이즈너
- 피아노 - 마이클 니만

### 주제가상
- 필라델피아 - 브루스 스프링스틴 수상
- 아버지의 이름으로 - 보노
- 베토벤 2 - 캐롤 베이어 새거
- 포이틱 저스티스 - 자넷 잭슨
- 멀고도 가까운 - 유투

### 미스 골든 글로브
- 알렉스 마틴 수상

### 특별상
- 숏 컷 - 앤디 맥도웰 수상

## 같이 보기
- 제66회 아카데미상
- 제14회 골든 래즈베리상
- 제47회 영국 아카데미 영화상